# Vlag van oblast Wolgograd
De vlag van oblast Wolgograd is in gebruik sinds 31 augustus 2000. De vlag bestaat uit een rood veld met twee smalle blauwe banen die verticaal lopen bij de broeking, waardoor twee extra rode banen ontstaan, alle vier zijn even breed. De blauwe banen komen van het wapen van de oblast, waar ze horizontaal langs de basis van het schild lopen. Deze strepen vertegenwoordigen de twee grote rivieren van Europees Rusland - de Wolga en de Don. Blauw symboliseert ook eeuwige jeugd en harmonie, evenals wijsheid en spirituele perfectie. Rood is de historische kleur van de regimenten uit de regio tijdens het Keizerrijk Rusland en herinnert aan de nationale vlag uit het Sovjettijdperk. Het symboliseert moed en standvastigheid, en de heilige grond van de regio bevlekt met het bloed van de verdedigers van Rusland. In het midden van het grote rode vlak op de vlucht staat een witte afbeelding van Het Moederland Roept. Dit reusachtige 52 meter hoge standbeeld van Het Moederland Roept herdenkt de overwinning op de Nazi's tijdens de Tweede Wereldoorlog in de Slag om Stalingrad (de Sovjetnaam voor Wolgograd). Het witte van het embleem symboliseert vrede, adel, eerlijkheid en gezegende idealen.